# 84919 Karinthy
84919 Karinthy este un asteroid din centura principală de asteroizi.

## Descriere
84919 Karinthy este un asteroid din centura principală de asteroizi. A fost descoperit pe 3 noiembrie 2003 la Piszkesteto de Krisztián Sárneczky și Szabolcs Mészáros. Asteroidul prezintă o orbită caracterizată de o semiaxă mare de 2,81 ua, o excentricitate de 0,13 și o înclinație de 13,2° în raport cu ecliptica.